# Hobus-Werke
Hobus-werke était une usine allemande spécialisée dans l'aéronautique, créée à Metz pendant la Seconde Guerre mondiale.

## Historique
L'usine Hobus-werke fut construite en 1941 pour fournir la Luftwaffe. Elle était spécialisée dans la fabrication de composants pour moteurs d’avion, mais produisait aussi des hélices, de la boulonnerie, et des circuits hydrauliques. L'usine Hobus-werke était un véritable complexe industriel comprenant six unités de fabrication, dont deux affectées à la société V.D.M. (Vereinigte Deutsche Metalwerke), ainsi qu’une école de formation située dans les locaux de l'Oberrealschule de Metz, actuel « lycée professionnel Louis-Vincent ». 
Les cadres allemands de l’entreprise étaient logés à proximité. La main-d’œuvre féminine, représentant 80 % de l'effectif, fut recrutée sur place. Le reste de l'effectif, interné dans le camp de Woippy, était composé de prisonniers russes, ukrainiens, polonais et yougoslaves, mais aussi de mosellans résistants ou réfractaires au STO. 
L’usine était défendue par des canons anti-aériens de 20 mm, servis par une unité de la Flak. Au moment de la bataille de Metz, cette unité fut remplacée par des membres de la jeunesse hitlérienne venant d’Allemagne, mais aussi de Moselle, du Luxembourg et d’Alsace. 
L’usine fut lourdement bombardée par l'aviation alliée le 27 mai 1944 et 18 août 1944, le deuxième raid aérien visant principalement le dépôt de carburant de Woippy-Sainte-Agathe situé à proximité immédiate du complexe industriel. Elle cessa son activité lorsque la ville de Metz fut libérée. 
En 1946, la Ville de Metz demanda à l’État français de surseoir à la destruction de ces infrastructures industrielles, afin de réaliser une zone industrielle sur le site.

## Sources
- René Caboz, La Bataille de Metz. 25 août - 15 septembre 1944, Sarreguemines, 1984.  (ISBN 2-7085-0022-8)
- Article Woippy dans la Seconde Guerre mondiale, 1939 - 1945, par Pierre Brasme sur shw-woippy.net